# Sobór Trójcy Świętej w Saratowie

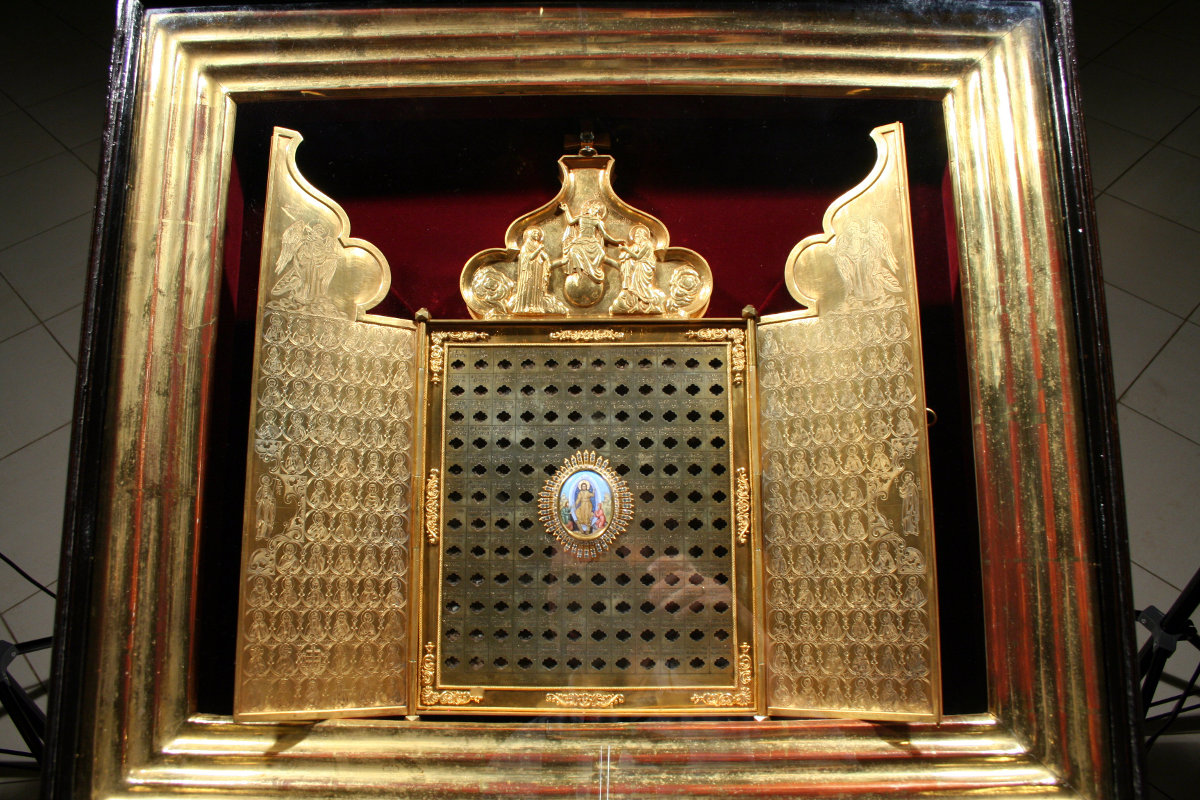
Relikwiarz księcia Golicyna

Sobór Trójcy Świętej – prawosławny sobór w Saratowie, w jurysdykcji eparchii saratowskiej Rosyjskiego Kościoła Prawosławnego. Najstarszy budynek w Saratowie i na środkowym Powołżu.

## Historia
Pierwszy drewniany sobór pod wezwaniem Trójcy Świętej w Saratowie został zbudowany w latach 1674–1675 z błogosławieństwa arcybiskupa astrachańskiego i terskiego Parteniusza. Budynek ten został dwukrotnie zniszczony przez pożar; w 1684 uległ całkowitemu zniszczeniu. Rok po tym wydarzeniu z błogosławieństwa arcybiskupa astrachańskiego Sawwacjusza obiekt odbudowano, ponownie z drewna. Do budowy cerkwi murowanej przystąpiono w 1695. Najpierw wzniesiono niższą cerkiew Zaśnięcia Matki Bożej, zaś górną, z głównym ołtarzem Trójcy Świętej ukończono w 1701. W 1712 podczas kolejnego pożaru sobór został uszkodzony. W czasie odbudowy do budynku dostawiono galerię i obszerny przedsionek. Do 1723 zbudowano natomiast dzwonnicę. Sobór został po raz pierwszy konsekrowany przez biskupa astrachańskiego Samsona przed 1714. Od 1799 obiekt posiadał status soboru katedralnego w związku z erygowaniem eparchii saratowskiej. Utracił go w 1826, gdy oddany do użytku został sobór św. Aleksandra Newskiego w Saratowie.
W okresie radzieckim świątynia została zamknięta. Zwrócono ją wiernym dopiero w 1942, wtedy też obiekt ponownie poświęcił arcybiskup saratowski i stalingradzki Andrzej. Ponieważ sobór św. Aleksandra Newskiego został w poprzedniej dekadzie wysadzony w powietrze, obiekt ponownie stał się soborem katedralnym eparchii saratowskiej i pozostawał czynny do połowy lat 90. XX w., gdy jego stan techniczny stał się zbyt zły, by nadal mógł być użytkowany. W latach 2004–2014 obiekt poddano kompleksowej renowacji, po której ponownie otrzymał status soboru katedralnego. W 2006 ukończono prace w cerkwi dolnej, którą ponownie wyświęcił arcybiskup symbirski i melekeski Prokl w asyście arcybiskupa joszkar-olijskiego i marijskiego Jana oraz biskupa saratowskiego i wolskiego Longina. Górny sobór został powtórnie wyświęcony 2 listopada 2014 przez metropolitę saratowskiego i wolskiego Longina.  
W XVIII w. w soborze wykonano freski, z których przetrwały jedynie małe fragmenty w dolnej cerkwi. W 1950 na ich miejscu wykonano nowe malowidła, których autorami byli ikonografowie z Palechu. W latach 1950–1954 P. Łarionow napisał czterdzieści ikon dla nowego ikonostasu soboru.
Szczególną czcią otaczane są przechowywane w soborze ikony Obrazu Chrystusa Nie Ludzką Ręką Uczynionego, kopia Kazańskiej Ikony Matki Bożej, Iwerskiej Ikony Matki Bożej oraz świętego mnicha Serafina z Sarowa z cząstką szat, w które ubrano ciało mnicha w dniu jego pogrzebu. W świątyni wystawione dla kultu są również trzy ikony z cząsteczkami relikwii: świętych biskupów Innocentego z Alaski, Teodozjusza Czernihowskiego oraz Innocentego Penzeńskiego. Na wyposażeniu obiektu pozostaje ponadto relikwiarz księcia Golicyna, w którym znajdują się 132 cząsteczki relikwii różnych świętych.
W 1949 sobór odwiedził patriarcha moskiewski i całej Rusi Aleksy I.